# Anni E. Lindner
Anni Lindner (* 1980 in Freiberg) ist eine deutsche Schriftstellerin und Heilsarmeeoffizierin. Bisher hat sie sieben Bücher im Bereich Kinder- und Jugendliteratur veröffentlicht (Stand: Frühjahr 2025).

## Leben
Nach ihrer Ausbildung zur Krankenschwester wechselte sie an die Evangelische Hochschule Moritzburg. Nach dem Vordiplom in Religionspädagogik und Gemeindediakonie studierte sie praktische Theologie am Institut für Gemeindebau und Weltmission IGW. Seither ist sie als Offizierin der Heilsarmee in unterschiedlichen Orten Deutschlands tätig. Neben dieser Tätigkeit verfasst sie Kinder- und Jugendromane.

## Werke

### Franzi-Trilogie
- Franzi und das Geheimnis von Burg Rosenfels. Scm R. Brockhaus Verlag, Witten 2012, ISBN 978-3417285093
- Franzi rettet Burg Rosenfels, Scm R. Brockhaus Verlag, Witten 2012, ISBN 978-3417285529
- Franzi und das Medaillon von Burg Rosenfels, , Scm R. Brockhaus Verlag, Witten 2013, ISBN 978-3417285864

### Weitere Bücher
- Die Wahrheit schmeckt nach Marzipan, Francke-Buch, Marburg 2021, ISBN 978-3963622120
- Wie wir die Welt retten wollten und dabei aus Versehen das Bernsteinzimmer fanden, Francke-Buch, Marburg 2022, ISBN 978-3963623011
- Staub fliegt höher als Glitzer, Francke-Buch, Marburg 2023, ISBN 978-3963623318
- Wie wir eine versunkene Stadt suchten und dabei beinahe das Klima gerettet hätten,  Francke-Buch, Marburg 2024, ISBN 978-3963623950